# Egidio Martini
Egidio Martini (Venezia, 4 novembre 1919 – Venezia, 17 marzo 2011) è stato un critico d'arte e pittore italiano.

## Biografia
Da giovane si dedica in prima persona alla pittura, esponendo in numerose occasioni i propri lavori. Ma poi nel restauro trova lo sbocco naturale. Ma l'eclettismo di Martini lo spinse oltre. Fino a diventare un critico d'arte in punta di penna, talvolta senza pietà alcuna, ma grande conoscitore dell'arte grazie a studi approfonditi soprattutto sulle produzioni veneziane e venete del XVII e XVIII secolo.
«Un personaggio molto complicato e sofisticato, a tratti burbero, ma completamente fuori dagli schemi accademici tradizionali che non amava per nulla» lo descrive Vittorio Sgarbi, suo amico da molti anni.
Dopo una vita passata all'inseguimento e alla scoperta di opere altrimenti anonime, ha donato la sua collezione, oggi Pinacoteca Egidio Martini, al Museo di Ca' Rezzonico a Venezia.